# Giovanna Debono
Pour les articles homonymes, voir Debono.
Giovanna Debono, née Giovanna Attard le 25 novembre 1956 à Victoria (Malte), est une femme politique maltaise. Elle est ministre de Gozo entre 1998 et 2013.